# Marianka Mroczeńska
Marianka Mroczeńska est une localité polonaise de la gmina de Baranów, située dans le powiat de Kępno en voïvodie de Grande-Pologne.